# Saunechaur
Saunechaur (nep. साउनेचौर) – gaun wikas samiti we wschodniej części Nepalu w strefie Sagarmatha w dystrykcie Khotang. Według nepalskiego spisu powszechnego z 2001 roku liczył on 458 gospodarstw domowych i 2555 mieszkańców (1314 kobiet i 1241 mężczyzn).